# Ateuchus romani
Ateuchus romani là một loài bọ cánh cứng trong họ Bọ hung (Scarabaeidae).